# Pescant

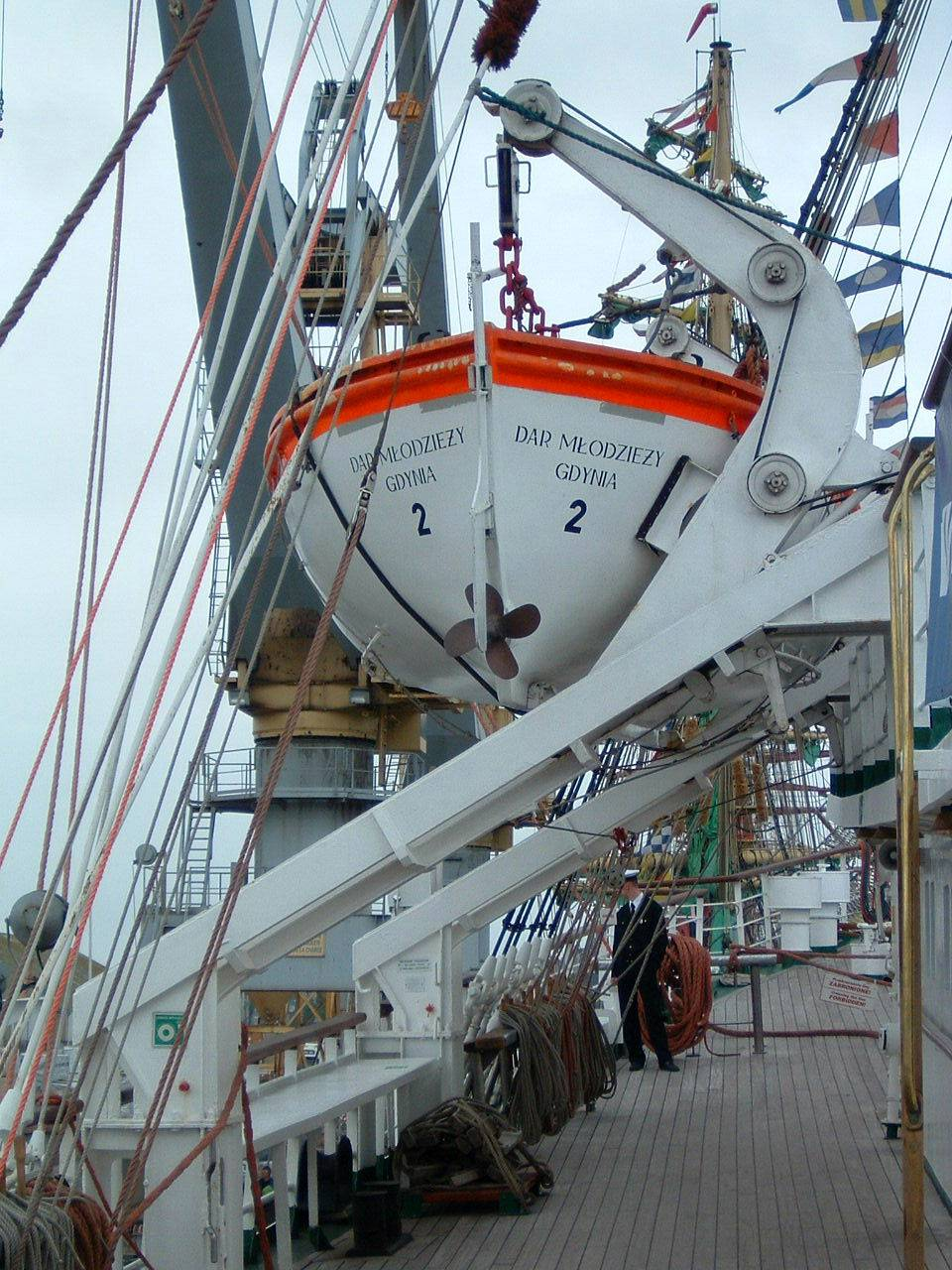
Pescant per bot salvavides.

 Pescant  és un dispositiu per hissar o arriar pesos a bord d'un vaixell. A la fotografia s'observa un pescant de gravetat per arriat de bots salvavides.

## Context
Aquest dispositiu permet arriar, un cop amollades totes les trinques de mar, un bot sense ocupació d'energia elèctrica. El simple fet d'aixecar una palanca de fre posibilta que el bot sigui baixat a l'aigua per a facilitar l'embarcament dels passatgers.
Té la contraindicació que si, per algun motiu, el vaixell té al moment de la suspensió una escora molt pronunciada (més de 45 °), aquest mecanisme pot fallar.
En previsió d'aquesta circumstància, el SOLAS exigeix que els vaixells de càrrega que utilitzen aquests mecanismes com a mètode d'arriat de bots salvavides tinguin la capacitat de places d'abandonament exigida a cada banda. És a dir, que un vaixell amb 100 passatgers-tripulants ha de tenir aquesta capacitat per cada banda.

## Accionament
1. S'alliberen totes les trinques per permetre que el conjunt bot-pescant llisqui pel pla inclinat, traient al bot per fora de la borda.
2. Es arria el conjunt fins a posar el bot a l'altura de la coberta d'abandonament.
3. S'embarca als passatgers i tripulants, després s'alliberen les trinques de aconche (les que obliguen al bot a romandre enganxat al buc).
4. Finalment es deixa baixar al bot fins a l'aigua.

Tot aquest procés s'ha de fer alliberant un fre mecànic.
La tendència moderna en vaixells de càrrega on són pocs els tripulants a evacuar és tenir un sol bot salvadidas a la popa que es llança a l'aigua amb totes la dotació ja en el seu interior.
Això si bé és més violent, és més àgil més veloç i més segur, per aquesta raó se l'adopta en les noves construccions.

## Galeria

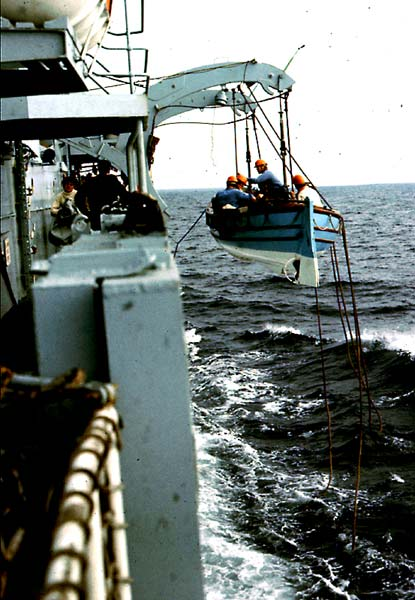
Maniobra d'arriada
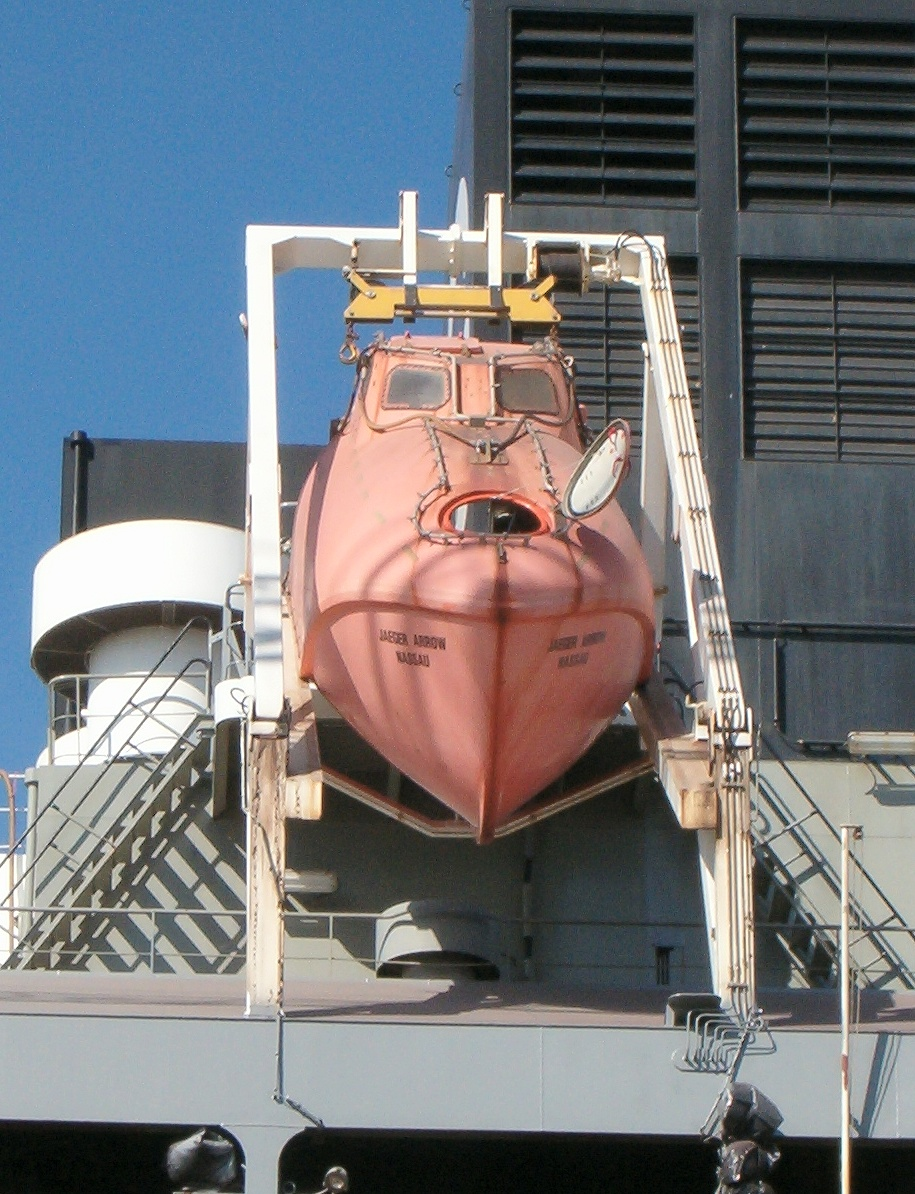
Sistema modern per popa
Sistema modern per llançament